# Vernonia angusta
Vernonia angusta là một loài thực vật có hoa trong họ Cúc. Loài này được (Gleason) Standl. miêu tả khoa học đầu tiên năm 1936.